# Edna May Wonacott
Edna May Wonacott (* 6. Februar 1932 in Willits, Kalifornien; † 26. Juni 2022 in Yuma, Arizona) war eine US-amerikanische Kinderdarstellerin.

## Leben
Bekannt wurde die damals 11-jährige Wonacott im Jahr 1943 durch die Rolle der Ann Newton im Filmklassiker Im Schatten des Zweifels von Alfred Hitchcock. Sie hatte vor Drehbeginn keinerlei Schauspielerfahrung, noch nicht einmal in Schulstücken. Gedreht wurde der Film in Wonacotts damaligem Wohnort Santa Rosa. Hier wurde sie zufällig von Alfred Hitchcock und dem Filmproduzenten Jack H. Skirball entdeckt, als sie gerade auf ihren Schulbus wartete. Hitchcock sprach Wonacott kurzerhand an und gab ihr nach kurzen Tests die größere Nebenrolle des Bücher verschlingenden, selbstbewussten Mädchens Ann. Nach eigenen Angaben erhielt sie keinen Schauspielunterricht, sondern befolgte nur streng die Anweisungen von Hitchcock. Am Filmset schwärmte Wonacott für Schauspieler Joseph Cotten, der im Film ihren mörderischen Onkel spielte – vor der Kamera als Ann musste sie ihren Onkel aber misstrauisch gegenüberstehen. Hitchcock gab ihr die Anweisung: „Egal, wie nett der Onkel zu dir ist,  sei ihm gegenüber immer misstrauisch und frage, warum und was er gerade macht“.
Edna May Wonacott war die Tochter von Lebensmittelhändlern, ihr Vater wurde 90 Jahre alt, ihre Mutter 102 Jahre. Ihr Filmdebüt unter Hitchcock blieb ihr bekanntester Auftritt. Einzig im Western Under Western Skies durfte sie 1945 noch einmal eine etwas größere Rolle spielen. In ihren weiteren fünf Filmen – Hi, Beautiful (1944), Die Glocken von St. Marien (1945), Die Liebe unseres Lebens (1945), Sunny Side of the Street (1951) und The Model and the Marriage Broker (1951) – musste sich Wonacott dagegen mit unbedeutenden, im Abspann ungenannten Rollen abfinden. Bald nach ihrer Heirat im Jahr 1951 zog sie sich von der Schauspielerei zurück.  
Mit ihrem Ehemann war sie über 57 Jahre bis zu seinem Tod verheiratet, sie hatten drei Söhne. Edna May Wonacott, verheiratete Green, lebte zuletzt als Urgroßmutter in Yuma, Arizona. Wonacott wurde 2010 für ein ausführliches Interview über ihre Filmkarriere aufgespürt. Im Anschluss erhielt sie Fanbriefe aus aller Welt, was sie mit Freude und Verwunderung zur Kenntnis nahm. Sie starb im Juni 2022 im Alter von 90 Jahren, was aber erst über zwei Jahre später öffentlich bekannt wurde.